# Жиро, Николя (актёр)
Николя Жиро (фр. Nicolas Giraud; род. 12 ноября 1978 года в Сенте, Франция) — французский актёр, известный по фильмам «Заложница» и «Необычайные приключения Адель».

## Фильмография[1][2]
| Год       | Фильм                                           | Название на русском             | Роль                     | Примечания       |
| --------- | ----------------------------------------------- | ------------------------------- | ------------------------ | ---------------- |
| 2015      | Anton Tchekhov — 1890                           | Антон Чехов                     | Антон Чехов              |                  |
| 2013      | Geography of the Hapless Heart                  | География несчастного сердца    | Луи                      | Парижский эпизод |
| 2012      | Ce que le jour doit à la nuit                   | Это как день посреди ночи       | Фабрис                   |                  |
| 2011      | Coup d'éclat                                    | После заката                    | Седрик                   |                  |
| 2011      | Voir la mer                                     | Смотреть на море                | Николя                   |                  |
| 2011      | Un baiser papillon                              | Неслышное касание               | Самуэль                  |                  |
| 2010      | Nannerl, la soeur de Mozart                     | Сестра Моцарта                  | Учитель музыки в Версале |                  |
| 2010      | Bruc. La llegenda                               | Брук. Вызов                     | Нуаиль                   |                  |
| 2010      | Les aventures extraordinaires d`Adèle Blanc-Sec | Необычайные приключения Адель   | Андрей Зборовский        |                  |
| 2009      | Vertige                                         | Головокружение                  | Фрэд                     |                  |
| 2008      | Sur ta joue ennemie                             | Добро пожаловать домой          | Боб                      |                  |
| 2008      | Taken                                           | Заложница                       | Питер                    |                  |
| 2001      | Liberté-Oléron                                  | Свобода-Олерон                  | Актёр                    |                  |
| 2000-2009 | Femmes de loi                                   | Так поступают настоящие женщины | Томас Делонай            | Сериал           |
| 1998-2010 | Avocats & associés                              | Союз адвокатов                  | Давид Жюльен             | Сериал           |